# Crowley, England
Crowley var en civil parish från 1866 till 1936 då den blev en del av Antrobus, i grevskapet Cheshire, i England. Civil parish var belägen 7 km från Northwich och hade 139 invånare år 1931.